# Juan Sol
Juan Cruz Sol Oria (13. september 1947 - 10. november 2020) var en spansk fodboldspiller (forsvarer). 
Sol repræsenterede henholdsvis Valencia og Real Madrid og vandt flere titler med begge klubber. Han spillede desuden 28 kampe og scorede ét mål for det spanske landshold.

## Titler
La Liga
- 1971 med Valencia
- 1976, 1978 og 1979 med Real Madrid

Copa del Generalísimo
- 1967 med Valencia

Pokalvindernes Europa Cup
- 1980 med Valencia

UEFA Super Cup
- 1980 med Valencia